# EcoHealth Alliance
Die EcoHealth Alliance ist eine in den USA ansässige Nichtregierungsorganisation, deren erklärtes Ziel der Schutz von Menschen, Tieren und der Umwelt vor neu auftretenden Infektionskrankheiten ist. Die Non-Profit-Organisation gibt vor, Forschungen zur Verhinderung von Pandemien und zur Förderung des Naturschutzes in weltweiten Hotspot-Regionen zu koordinieren. Ihr Chef war bis zum 6. Januar 2025 der Wissenschaftsmanager Peter Daszak.
Die EcoHealth Alliance konzentriert sich auf Krankheiten, die durch die Abholzung von Wäldern und zunehmende Interaktionen zwischen Menschen und Wildtieren entstehen, darunter das schwere akuten Atemwegssyndrom (SARS), Erkrankungen durch Ebola-und Nipah-Viren, das Nahost-Atemwegssyndrom (MERS), das Rifttalfieber und die COVID-19.
Die EcoHealth Alliance berät auch die Weltorganisation für Tiergesundheit (OIE), die Internationale Union zur Erhaltung der Natur (IUCN), die Ernährungs- und Landwirtschaftsorganisation der Vereinten Nationen (FAO) und die Weltgesundheitsorganisation (WHO) in Bezug auf den weltweiten Handel mit Wildtieren und davon ausgehende Bedrohungen durch Krankheiten und Umweltschäden.
Nach dem Ausbruch der COVID-19-Pandemie wurden die Beziehungen zwischen EcoHealth und dem Wuhan Institute of Virology bezüglich des Ursprungs von COVID-19 näher untersucht.
In Auswertung dessen zogen die NIH im April 2020 die Finanzierung der Organisation zurück.
In einem Schreiben, das 77 Nobelpreisträger und 31 wissenschaftliche Gesellschaften unterzeichneten, wurde dies kritisiert. Im August 2020 stellte das NIH die Mittel für die Organisation als eine von elf Institutionen, die an der Initiative Centers for Research in Emerging Infectious Diseases (CREID) beteiligt sind, wieder bereit. Alle durch den Zuschuss finanzierten Aktivitäten blieben ausgesetzt.
Im Mai 2024 setzte das US-Gesundheitsministerium jede Finanzierung für die EcoHealth Alliance aus. Im Januar 2025 wurde die Aussetzung für jederlei Förderung bis 2030 festgelegt, da EcoHealth das Viruswachstum bei Experimenten am Wuhan Institute of Virology nicht angemessen überwachte, angeforderte Informationen nicht rechtzeitig übergab und den National Institutes of Health nicht mitteilte, dass die in Wuhan untersuchten Viren über die zulässigen Schwellenwerte hinauszuwachsen schienen.

## Geschichte
Die Organisation wurde 1971 unter dem Namen Wildlife Preservation Trust International von dem britischen Naturforscher, Autor und Fernsehstar Gerald Durrell gegründet und 1999 in The Wildlife Trust umbenannt. Im Herbst 2010 änderte die Organisation ihren Namen in EcoHealth Alliance. Die Umbenennung spiegelte eine Änderung des Schwerpunkts der Organisation wider: Sie wurde von einer reinen Naturschutzorganisation, die sich hauptsächlich auf die Zucht gefährdeter Arten in Gefangenschaft konzentrierte, zu einer Umweltgesundheitsorganisation, deren Fundament der Naturschutz ist.
Die Organisation veranstaltete 1996 ein erstes professionelles Treffen zum Thema Naturschutzmedizin. Im Jahr 2002 veröffentlichte sie bei Oxford University Press einen Sammelband zum Thema Conservation Medicine: Ökologische Gesundheit in der Praxis.
Im Februar 2008 veröffentlichten sie in der Zeitschrift Nature einen Artikel mit dem Titel Global trends in emerging infectious diseases (Globale Trends bei neu auftretenden Infektionskrankheiten), der eine frühe Darstellung einer globalen Karte von Krankheitsherden enthielt.
Auf der Grundlage epidemiologischer, sozialer und umweltbezogener Daten aus den letzten 50 Jahren zeigte die Karte die Regionen der Welt, die am stärksten von neu auftretenden Krankheiten bedroht sind.
Die EcoHealth Alliance wird hauptsächlich von US-Bundesbehörden wie dem Verteidigungsministerium, dem Heimatschutzministerium und der US-Behörde für internationale Entwicklung finanziert. Zwischen 2011 und 2020 schwankte ihr Jahresbudget zwischen 9 und 15 Millionen US-Dollar pro Jahr.
EcoHealth und Dr. Daszak ermöglichten die Gain-of-Function-Forschung in Wuhan, China, ohne angemessene Aufsicht und verstießen gegen Anforderungen des Zuschussgebers. Daher erklärte der republikanische Vorsitzende des Ausschusses für Aufsicht und Regierungsreform des Repräsentantenhauses der U.S.A., James Comer:

"Der böse Akteur EcoHealth Alliance und sein korrupter früherer Präsident, Dr. Peter Daszak, wurden vom HHS formell ausgeschlossen, weil sie mit Steuergeld gefährliche Gain-of-Function-Forschung in China ermöglichten."